# 200 km/h in the Wrong Lane
200 km/h in the Wrong Lane – anglojęzyczna wersja debiutanckiego albumu t.A.T.u. 200 po wstriecznoj. Krążek odniósł wielki sukces w Europie Zachodniej, Stanach Zjednoczonych, Azji i Australii – zdobył nagrody i wyróżnienia w kilkudziesięciu krajach. t.A.T.u. otrzymało w 2003 r. nagrodę IFPI Platinum Europe Awards za przekroczenie miliona sprzedanych egzemplarzy na terenie Europy. W sumie, na świecie sprzedano ponad 5 milionów kopii albumu, najwięcej w Japonii – 1,8 mln oraz w Stanach Zjednoczonych – niecały milion.
Płyta znalazła się w zestawieniu najpopularniejszych płyt wszech czasów według United World Chart na 73. miejscu.

## Lista utworów
1. „Not Gonna Get Us” – 4:23
2. „All the Things She Said” – 3:35
3. „Show Me Love” – 4:17
4. „30 Minutes” – 3:18
5. „How Soon is Now?” – 3:16
6. „Clowns (Can You See Me Now?)” – 3:13
7. „Malchik Gay” – 3:10
8. „Stars” – 4:09
9. „Ja soszła s uma” (All the Things She Said Russian Version) – 3:34
10. „Nas nie dogoniat” (Not Gonna Get Us Russian Version) – 4:20
11. „Show Me Love” (Extended Version) – 5:10

- w wersji dla Europy, Japonii i Ameryki Łacińskiej znalazły się dodatkowe utwory:

   12. „30 Minutes” (RagaMix by That Black) (Europa, Japonia, Ameryka Łacińska) – 5:52

   13. „Malchik Gay” (That Black Remix Edit) (Japonia, Wielka Brytania) – 3:53

   14. „All the Things She Said” (DJ Monk's Breaks Mix Edit) (Japonia) – 3:48

## Notowania
| Kraj/Region       | Pozycja | Status     | Sprzedaż  |
| ----------------- | ------- | ---------- | --------- |
| Argentyna         | 9       |            | 17 000    |
| Austria           | 1       | Złoto      | 15 000    |
| Australia         | 19      | Złoto      | 35 000    |
| Belgia            | 16      |            | 25 000    |
| Brazylia          | 13      |            | 40 000    |
| Czechy            | 1       | Złoto      | 5000      |
| Dania             | 13      |            | 10 000    |
| Finlandia         | 2       | Platyna    | 50 000    |
| Francja           | 8       | Złoto      | 168 000   |
| Grecja            | 6       | Złoto      | 10 000    |
| Hiszpania         |         | Złoto      | 90 000    |
| Hongkong          |         | Platyna x3 | 60 000    |
| Holandia          | 32      |            | 35 000    |
| Indonezja         |         | Platyna    | 50 000    |
| Japonia           | 1       | Diament    | 1 800 000 |
| Kanada            | 19      | Platyna x2 | 200 000   |
| Korea Południowa  | 1       | Platyna    | 56 000    |
| Malezja           |         | Złoto      | 15 000    |
| Meksyk            | 1       | Złoto      | 75 000    |
| Niemcy            | 3       | Platyna    | 200 000   |
| Portugalia        |         | Srebro     | 20 000    |
| Południowa Afryka |         | Złoto      | 20 000    |
| Rosja             | 1       |            |           |
| Singapur          |         | Złoto      | 7500      |
| Szwecja           | 14      | Złoto      | 30 000    |
| Szwajcaria        | 5       | Platyna    | 40 000    |
| Tajlandia         |         | Złoto      | 20 000    |
| Tajwan            |         | Platyna    | 20 000    |
| Turcja            |         | Złoto      | 20 000    |
| Węgry             | 1       | Złoto      | 5000      |
| Wielka Brytania   | 12      | Złoto      | 100 000   |
| Włochy            | 5       | Platyna    | 80 000    |
| USA               | 13      | Złoto      | 826 000   |
| świat             | 4       | Platyna x5 | 5 750 000 |